# Argenteau
Argenteau (wa. Årdjetea, Årdjètê; hist. Erkenteel, Erkentiel) – dzielnica (section) miasta Visé w Belgii, w Regionie Walońskim, w prowincji Liège, w okręgu Liège. 1 stycznia 2020 roku liczyła 1268 mieszkańców. Do 31 grudnia 1976 r. samodzielna gmina.

## Demografia
Liczba mieszkańców, stan na 1 stycznia:
| Rok                | 1930 | 1947 | 1961 | 2020 |
| ------------------ | ---- | ---- | ---- | ---- |
| Liczba mieszkańców | 866  | 858  | 926  | 1268 |